# Alice Itterbeek
Alice Itterbeek (1902-1990) est une résistante belge pendant la Seconde Guerre mondiale. Membre du réseau Comète, elle participe, ainsi que son mari et son fils, au sauvetage et à l'évacuation de nombreux pilotes. Elle est arrêtée en 1944 et déportée à Ravensbrück puis Oranienbourg.

## Biographie
Alice Rels est née à Saint-Josse-ten-Noode en 1902. Elle épouse Félicien Itterbeek en 1926 et le couple s'installe à Woluwe-Saint-Lambert, au 67, avenue Albertyn. Ils ont un fils, Raymond né le 19 octobre 1922 puis une fille, Eliane.
Durant la Seconde Guerre mondiale, Alice Itterbeek intègre le réseau d’évasion Comète qui recueille les aviateurs alliés et le Service 22 de l’Armée secrète. 
Elle héberge de nombreux pilotes alliés et leur permet de retourner en Angleterre ou en territoire libre. 
Arrêtée en mai 1944, elle est condamnée à cinq ans de travaux forcés et déportée à Ravensbrück. Lors de l’approche des troupes soviétiques, elle est transférée au camp d’Orianenbourg, puis contrainte de participer à une marche de la mort qui durera 15 jours, sur plus de 600 kilomètres, jusqu'au moment où les troupes soviétiques la libère ainsi que ses codétenues,.
Son mari et leur fils arrêtés en même temps sont également déportés et condamnés à mort. La sentence ne sera cependant pas appliquée. Leur fille Eliane est cachée par des amis de la Young Men's Christian Association (YMCA). La famille Itterbeek se retrouve en mai 1945.
Alice Itterbeek meurt en 1990. Elle  est inhumée à la pelouse d'honneur du cimetière de Woluwe-Saint-Lambert.

## Distinctions
- King's Medal for Courage in the Cause of Freedom[2]britannique
- Médaille de la Liberté (USA)
- Médaille de l'Entraide du comité d'hommage des Juifs de Belgique[2]
- Croix de guerre belge 1940 avec palmes[1]
- Croix du prisonnier politique[1]

Sa commune de Woluwe Saint Lambert donne son nom à une plaine de jeu à l’avenue Prekelinden. Une plaque commémorative inaugurée en 2008, rend hommage à son combat.